# Kvalifikace na Mistrovství Evropy ve fotbale 2012 – skupina E
Skupina E kvalifikace na Mistrovství Evropy ve fotbale 2012 byla jednou z 9 kvalifikačních skupin na tento šampionát. Postup na závěrečný turnaj si zajistil vítěz skupiny. Druhý tým skupiny hrál buď baráž, nebo postoupil také přímo (pokud byl nejlepší v žebříčku týmů na druhých místech).

## Tabulka
| Tým        | Z  | V | R | P  | GV | GI | +/- | B  |
| ---------- | -- | - | - | -- | -- | -- | --- | -- |
| Nizozemsko | 10 | 9 | 0 | 1  | 37 | 8  | +29 | 27 |
| Švédsko    | 10 | 8 | 0 | 2  | 31 | 11 | +20 | 24 |
| Maďarsko   | 10 | 6 | 1 | 3  | 22 | 14 | +8  | 19 |
| Finsko     | 10 | 3 | 1 | 6  | 16 | 16 | 0   | 10 |
| Moldavsko  | 10 | 3 | 0 | 7  | 10 | 16 | -4  | 9  |
| San Marino | 10 | 0 | 0 | 10 | 0  | 53 | -53 | 0  |

- Švédsko se v žebříčku týmů na druhých místech umístilo na prvním místě a postoupilo tak také přímo.

## Zápasy
| 3. září 2010          |        |        |                                               |
| Moldavsko             | 2 – 0  | Finsko | Kišiněv diváci: 10 500 rozhodčí: Robert Małek |
| Suvorov 69' Doros 74' | Report |        | Kišiněv diváci: 10 500 rozhodčí: Robert Małek |

| 3. září 2010       |        |          |                                                |
| Švédsko            | 2 – 0  | Maďarsko | Solna diváci: 32 304 rozhodčí: Martin Atkinson |
| Wernbloom 51', 73' | Report |          | Solna diváci: 32 304 rozhodčí: Martin Atkinson |

| 3. září 2010 |        |                                                             |                                                    |
| San Marino   | 0 – 5  | Nizozemsko                                                  | Serravalle diváci: 4 127 rozhodčí: Simon Lee Evans |
|              | Report | 16' (pen.) Kuijt 38', 48', 66' Huntelaar 89' van Nistelrooy | Serravalle diváci: 4 127 rozhodčí: Simon Lee Evans |

| 7. září 2010                                                                               |        |            |                                             |
| Švédsko                                                                                    | 6 – 0  | San Marino | Malmö diváci: 21 083 rozhodčí: David McKeon |
| Ibrahimović 7', 77' D. Simoncini 12' (vl.) A. Simoncini 26' (vl.) Granqvist 51' Berg 90+3' | Report |            | Malmö diváci: 21 083 rozhodčí: David McKeon |

| 7. září 2010         |        |             |                                                |
| Maďarsko             | 2 – 1  | Moldavsko   | Budapešť diváci: 9 209 rozhodčí: Libor Kovařík |
| Rudolf 50' Koman 66' | Report | 79' Suvorov | Budapešť diváci: 9 209 rozhodčí: Libor Kovařík |

| 7. září 2010             |        |              |                                                    |
| Nizozemsko               | 2 – 1  | Finsko       | Rotterdam diváci: 27 500 rozhodčí: Alexey Nikolaev |
| Huntelaar 7', 16' (pen.) | Report | 18' Forssell | Rotterdam diváci: 27 500 rozhodčí: Alexey Nikolaev |

| 8. října 2010                                                                  |        |            |                                                 |
| Maďarsko                                                                       | 8 – 0  | San Marino | Budapešť diváci: 10 596 rozhodčí: Hannes Kaasik |
| Rudolf 11', 25' Szalai 18', 27', 48' Koman 60' Dzsudzsák 89' Gera 90+4' (pen.) | Report |            | Budapešť diváci: 10 596 rozhodčí: Hannes Kaasik |

| 8. října 2010 |        |               |                                                |
| Moldavsko     | 0 – 1  | Nizozemsko    | Kišiněv diváci: 10 500 rozhodčí: Florian Meyer |
|               | Report | 37' Huntelaar | Kišiněv diváci: 10 500 rozhodčí: Florian Meyer |

| 12. října 2010 |        |                            |                                              |
| Finsko         | 1 – 2  | Maďarsko                   | Helsinky diváci: 18 532 rozhodčí: Alan Kelly |
| Forssell 88'   | Report | 50' Szalai 90+4' Dzsudzsák | Helsinky diváci: 18 532 rozhodčí: Alan Kelly |

| 12. října 2010                     |        |               |                                                    |
| Nizozemsko                         | 4 – 1  | Švédsko       | Amsterdam diváci: 50 000 rozhodčí: Stéphane Lannoy |
| Huntelaar 4', 55' Afellay 37', 59' | Report | 69' Granqvist | Amsterdam diváci: 50 000 rozhodčí: Stéphane Lannoy |

| 12. října 2010 |        |                            |                                                |
| San Marino     | 0 – 2  | Moldavsko                  | Serravalle diváci: 600 rozhodčí: Mark Courtney |
|                | Report | 20' Josan 86' (pen.) Doroş | Serravalle diváci: 600 rozhodčí: Mark Courtney |

| 17. listopadu 2010                                                                       |        |            |                                                |
| Finsko                                                                                   | 8 – 0  | San Marino | Helsinky diváci: 8 192 rozhodčí: Radek Matějek |
| Väyrynen 39' Hämäläinen 49', 67' Forssell 51', 59', 78' Litmanen 71' (pen.) Porokara 73' | Report |            | Helsinky diváci: 8 192 rozhodčí: Radek Matějek |

| 25. března 2011 |        |                                                       |                                                           |
| Maďarsko        | 0 – 4  | Nizozemsko                                            | Budapešť diváci: 25 000 rozhodčí: Carlos Velasco Carballo |
|                 | Report | 8' van der Vaart 45' Afellay 54' Kuijt 62' van Persie | Budapešť diváci: 25 000 rozhodčí: Carlos Velasco Carballo |

| 29. března 2011                                               |        |                          |                                                      |
| Nizozemsko                                                    | 5 – 3  | Maďarsko                 | Amsterdam diváci: 51 775 rozhodčí: Svein Oddvar Moen |
| van Persie 13' Sneijder 61' van Nistelrooy 73' Kuijt 78', 81' | Report | Rudolf 46' Gera 50', 75' | Amsterdam diváci: 51 775 rozhodčí: Svein Oddvar Moen |

| 29. března 2011        |        |               |                                             |
| Švédsko                | 2 – 1  | Moldavsko     | Solna diváci: 25 544 rozhodčí: Knut Kircher |
| Lustig 30' Larsson 82' | Report | Suvorov 90+2' | Solna diváci: 25 544 rozhodčí: Knut Kircher |

| 3. června 2011 |        |              |                                                    |
| San Marino     | 0 – 1  | Finsko       | Serravalle diváci: 1 218 rozhodčí: Andrejs Sipailo |
|                | Report | Forssell 41' | Serravalle diváci: 1 218 rozhodčí: Andrejs Sipailo |

| 3. června 2011 |        |                                           |                                                 |
| Moldavsko      | 1 – 4  | Švédsko                                   | Kišiněv diváci: 12 000 rozhodčí: Andre Marriner |
| Bugaiov 61'    | Report | Toivonen 11' Elmander 30', 58' Gerndt 88' | Kišiněv diváci: 12 000 rozhodčí: Andre Marriner |

| 7. června 2011 |        |                                  |                                                      |
| San Marino     | 0 – 3  | Maďarsko                         | Serravalle diváci: 1 915 rozhodčí: Pavle Radovanović |
|                | Report | Lipták 40' Szabics 49' Koman 83' | Serravalle diváci: 1 915 rozhodčí: Pavle Radovanović |

| 7. června 2011                                      |        |        |                                               |
| Švédsko                                             | 5 – 0  | Finsko | Solna diváci: 32 128 rozhodčí: Antony Gautier |
| Källström 12' Ibrahimović 31', 35', 53' Bajrami 84' | Report |        | Solna diváci: 32 128 rozhodčí: Antony Gautier |

| 2. září 2011                        |        |                           |                                                 |
| Maďarsko                            | 2 – 1  | Švédsko                   | Budapešť diváci: 25 000 rozhodčí: Damir Skomina |
| Imre Szabics 44' Gergely Rudolf 90' | Report | Christian Wilhelmsson 60' | Budapešť diváci: 25 000 rozhodčí: Damir Skomina |

| 2. září 2011                                                               |        |             |                                                    |
| Finsko                                                                     | 4 – 1  | Moldavsko   | Helsinky diváci: 9 056 rozhodčí: Anastassios Kakos |
| Kasper Hämäläinen 11', 43' Mikael Forssell 52' (pen.) Igor Armaş 71' (vl.) | Report | Alexeev 85' | Helsinky diváci: 9 056 rozhodčí: Anastassios Kakos |

| 2. září 2011 |        |            |                                                |
| Nizozemsko | 11 – 0 | San Marino | Eindhoven diváci: 35 000 rozhodčí: Liran Liany |
| van Persie 7', 65', 67', 79' Sneijder 12', 87' Heitinga 17' Kuijt 49' Huntelaar 56', 77' Georginio Wijnaldum 89' | Report |            | Eindhoven diváci: 35 000 rozhodčí: Liran Liany |

| 6. září 2011 |        |                                |                                                |
| Finsko       | 0 – 2  | Nizozemsko                     | Helsinky diváci: 21 580 rozhodčí: Manuel Gräfe |
|              | Report | Strootman 29' L. de Jong 90+3' | Helsinky diváci: 21 580 rozhodčí: Manuel Gräfe |

| 6. září 2011 |        |                                                              |                                                  |
| San Marino   | 0 – 5  | Švédsko                                                      | Serravalle diváci: 2 946 rozhodčí: Steven McLean |
|              | Report | Källström 64' Wilhelmsson 70', 90+3' M. Olsson 81' Hysén 89' | Serravalle diváci: 2 946 rozhodčí: Steven McLean |

| 6. září 2011 |        |                       |                                             |
| Moldavsko    | 0 – 2  | Maďarsko              | Kišiněv diváci: 10 500 rozhodčí: Ivan Bebek |
|              | Report | Vanczák 7' Rudolf 83' | Kišiněv diváci: 10 500 rozhodčí: Ivan Bebek |

| 7. října 2011 |        |                             |                                                    |
| Finsko        | 1 – 2  | Švédsko                     | Helsinky diváci: 23 257 rozhodčí: Mark Clattenburg |
| Toivio 73'    | Report | S. Larsson 8' M. Olsson 52' | Helsinky diváci: 23 257 rozhodčí: Mark Clattenburg |

| 7. října 2011 |        |           |                                              |
| Nizozemsko    | 1 – 0  | Moldavsko | Rotterdam diváci: 45 000 rozhodčí: Matej Jug |
| Huntelaar 40' | Report |           | Rotterdam diváci: 45 000 rozhodčí: Matej Jug |

| 11. října 2011 |        |        |                                                            |
| Maďarsko       | 0 – 0  | Finsko | Budapešť diváci: 25 169 rozhodčí: Alberto Undiano Mallenco |
|                | Report |        | Budapešť diváci: 25 169 rozhodčí: Alberto Undiano Mallenco |

| 11. října 2011                                   |        |                         |                                             |
| Švédsko                                          | 3 – 2  | Nizozemsko              | Solna diváci: 33 069 rozhodčí: Cüneyt Çakır |
| Källström 14' S. Larsson 52' (pen.) Toivonen 53' | Report | Huntelaar 23' Kuijt 50' | Solna diváci: 33 069 rozhodčí: Cüneyt Çakır |

| 11. října 2011                                         |        |            |                                               |
| Moldavsko                                              | 4 – 0  | San Marino | Kišiněv diváci: 6 534 rozhodčí: Petur Reinert |
| Zmeu 30' Bacciocchi 61' (vl.) Suvorov 66' Andronic 87' | Report |            | Kišiněv diváci: 6 534 rozhodčí: Petur Reinert |